# Annona ambotay
Espèce
Statut de conservation UICN

 LC  : Préoccupation mineure
Annona ambotay est une espèce de plantes à fleurs de la famille des Annonaceae. C'est un petit arbre connu en Guyane sous le noms de Vilataille (Créole), Ɨwi tay (Wayãpi), Envira-taia, Envira-cajú (Portugais) et anciennement Ambotay (Galibi). En bolivie, on l'appelle Rononopa (Chácobo).

## Description
Annona ambotay est un arbre élancé (parfois un arbrisseau grimpant) haut de 3-7 m.
Les jeunes rameaux sont densément tomenteux-ferrugineux.
Le limbe des feuilles mesurant  15-24 x 5-11 cm (pour une pétiole de 7-10 mm), est de forme obovales ou elliptiques ou ovales-lancéolées, à base arrondie ou subaiguë, et longuement acuminée à l'apex, discolore, vert en dessus, glauque en dessous (surtout quand il est jeune), papuleux, couvert de poils mous ferrugineux.
Les nervures sont poilues-ferrugineuses sur les 2 faces et plus ou moins saillantes en dessous, avec environ 12 paires de nervures secondaires.
Les inflorescences poilues-ferrugineuses sont peu nombreuses, situées au milieu des entrenœuds, infrapétiolaires, subsessiles, pauciflores, avec un pédicelles long de 5 mm.
On note une bractée au-dessus de la base.
Les fleurs sont généralement de couleur rouge foncé, avec des sépales mesurant 2 mm poilus-ferrugineux en dehors, et six pétales : ceux externes sont connés à la base et s'étalant à leur extrémité, mesurant 15-25 x 7 mm, de forme oblongue, poilus-ferrugineux au dehors, et ceux internes moitié plus petits.
Les connectifs sont finement apiculés.
Les fruits sont globuleux, lisses à rugueux, non aréolés, et mesurent 3-5 cm de diamètre,.

## Répartition
Annona ambotay est présent en Colombie, au Venezuela (Bolívar : bas Río Caura, Amazonas : Culebra), au Guyana, au Suriname, en Guyane, au Pérou, dans le Brésil amazonien et en Bolivie.

## Écologie
On rencontre Annona ambotay au Venezuela dans les forêts sempervirentes de plaine, et les lisières forestières autour de 100-300 m d'altitude.

## Utilisations
Chez les Galibi de Guyane, l'écorce d’Annona ambotay était autrefois bouillie et employée pour soigner les ulcères.
Les feuilles et l'écorce d’Annona ambotay servent à fabriquer un puissant remède fébrifuges et sudorifiques chez les Wayãpi.
Selon les Waimiri-Atroari (en) l'écorce d’Annona ambotay est utile pour traiter les troubles mentaux.
À Alter-do-Chão, les Caboclos emploient la fumée du bois d’Annona ambotay sert à soulager les femmes post-partum, pour éloigner les insectes piqueurs, et la tisane d'écorce contre les maux d'estomac.
Les Chacobo de Bolivie utilisent l'écorce de la tige d’Annona ambotay pour soigner les entorses.
Les propriétés pharmacologiques d'extraits d’Annona ambotay ont été évaluées, notamment ses propriétés antibactériennes, antimalariales, antifongiques, antioxydantes antitumorales et sa toxicité.
L'écorce des racines d’Annona ambotay entre dans la composition de curares,.

### Chimie
On a isolé du tronc d’Annona ambotay une azaanthracène géovanine originale ainsi que de la liriodénine, de la O-méthylmoschatoline, des flavonoïdes, du kaempférol, de la quercétine, du (+)-dihydrokaempférol, du (+)-dihydroquerétine, du (±)-périodictiol et de la  (+)-catéchine, des stéroïdes sitostérol et de la 5α-stigmastan-3,6-dione, mais aussi de l'argentilactone et un acide gras original (l'acide 5-hydroxydodeca-cis-2,trans-6- diénoïque.
Son huile essentielle a aussi été analysée.

## Protologue
En 1775, le botaniste Aublet décrit cette plante pour la première fois et propose la diagnose suivante : 

« 1. ANNONA (ambotay) foliis amplis, ſubtùs villoſis & rufeſcentibus. (Tabula 149.)
Frutex octo-pedalis ; caulibus tortuoſis, ramoſis. Folia alterna, ampla, ovata, acuta, integerrima, ſupernè viridia, glabra, infernè tomentoſa, ferruginea, brevi petiolata. Flores exigui, ſubvirides, ſolitarii, axillares. Non lieuit obſervare fructum. Cortex ramorum odorem romaticum exhalat ; ſapore eſt acri & aromatico. 

Florebat Novembri. 

Habitat in ſylvis Sinémarienſibus. 

Nomen Caribæum AMBOTAY. 
[…]
LE COROSSOL Ambotay.
Les feuilles de cet arbre ſont ovales, terminées en pointe, de huit pouces environ de longueur, ſur trois de largeur. Elles ſont de conſiſtance ferme, & chargées en deſſous de poils roux, & principalement les nervures. Elles ſont vertes en deſſus ; leur pédicule eſt fort court, velu. Les jeunes pouſſes ſont également couvertes de poils roux. 

Les fleurs ſont très petites, velues, ſolitaires aux aiſſelles des feuilles. 

Je n'ai pas pu obſerver le fruit. 

Cet arbre eſt de moyenne grandeur ; il eſt nommé AMBOTAY par les Galibis. Son écorce a un goût piquant & aromatique. Ils l'emploient en décoction pour guérir les malingres qui ſont des ulcères malins. étant attaqué du même mal, j'ai fait uſage de ce remède avec ſuccès. 

J'ai trouvé cet arbre dans les forêts de Sinémari, au bord d'un ruiſſeau, dans le mois de Novembre. »

— Fusée-Aublet, 1775.